# 신장초등학교
신장초등학교는 대한민국 경기도 하남시에 있는 공립 초등학교이다.

## 학교 연혁
- 1983년 9월 1일 신장초등학교 개교(15학급)
- 1983년 9월 1일 초대 권영찬 교장 취임
- 1985년 3월 1일 특수학급 1학급인가
- 1986년 3월 1일 병설유치원 1학급인가
- 1987년 2월 17일 제1회 졸업식
- 1994년 5월 1일 천현국민학교 개교로 분리(497명)
- 1996년 3월 1일 국민학교를 초등학교로 개칭
- 2006년 3월 20일 석바대 체육관 개관

## 참고 자료
- 신장초등학교 - 한국교육학술정보원 학교알리미